# DocFetcher
DocFetcher es un programa buscador de escritorio de código abierto que funciona en Microsoft Windows y Linux. Está escrito en Java y tiene una interfaz gráfica de usuario basada en SWT.
A diferencia de los motores de búsqueda de escritorio prominentes, como Google Desktop, sólo indexa y busca documentos, y sólo en carpetas que han sido seleccionadas por el usuario.

## Características
- Soporta todos los formatos de documento más usuales, tales como PDF, HTML, Microsoft Office (incluyendo OOXML) y OpenDocument
- Puede ser personalizado para indizar (indexar) cualquier tipo de archivo de código fuente.
- Automáticamente actualiza sus índices cuandoquiera que los archivos sean modificados.
- Versión portátil disponible.
- Detección de pares de archivos HTML (p. ej. foo.html y foo_files)
- Exclusión de archivos del indexado basada en expresiones regulares.